# Vojtěch z Dubé
Vojtěch z Dubé, též Albert či Adalbert z Dubé, († 1321) byl 17. proboštem litoměřické kapituly sv. Štěpána v letech 1318–1321.

## Život
Po smrti 16. probošta litoměřické kapituly Samuela Prusinovského řečeného Smil z Víčkova se v letech 1316–1318 rozpoutal spor mezi Vojtěchem z Dubé a z Durynska pocházející Jindřichem ze Šumburku žádostivými dosažení litoměřického proboštství. Jindřich ze Šumburka byl kancléřem Elišky Přemyslovny, manželky krále Jana Lucemburského. Spor mezi oběma kandidáty řešil pražský biskup Jan IV. Z Dražic (1301–1343), který se postavil také proti kandidatuře Jindřicha ze Šumburku pro jeho nemanželský původ. Jindřich ovšem opětovně útočil pro vynikajícímu pražskému biskupovi Janu IV. z Dražic a falešně ho obvinil, takže biskup musel odjet do Avignonu, kde byl papežský dvůr, aby se hájil. Složité vyšetřování způsobilo, že zůstal v Avignonu jedenáct let a vrátil se až roku 1329.
Jan z Dražic rozhodl ve prospěch Vojtěcha z Dubé, ale ke jmenování došlo až roku 1318, po těžkých dobách plných válečných střetnutí. V době nepřítomnosti biskupa Jana z Dražic měl v dómské kapitule významné místo kanovník mistr Petr Angelův, který se stal olomouckým biskupem. S posledními Přemyslovci končí rovněž období, kdy čeští králové jmenují do důležitých celostátních funkcí vlastní vzdělané a zkušené duchovní, což dokazují i dějiny litoměřické kapituly, kde dosud měli probošti většinou vedle vlastní církevní povinnosti i povinnosti jiné, počínaje dvorním kaplanem. Avšak typ preláta-dvořana, se scholastickou erudicí i s diplomaticko-společensky vybroušenou formou vystupování a jednání, se udržel až do husitských válek. Dalekosáhlý vliv vpravdě monumentální postav prvních pražských biskupů podložený jak mocenským postavením u dvora, tak i osobní velikostí, nezůstal bez příkladu na řadu menších prelátů, k nimž můžeme počítat také litoměřické probošty.
Probošt Vojtěch z Dubé zemřel údajně roku 1321.